# Condado de Hamlin
O Condado de Hamlin é um dos 66 condados do Estado americano da Dakota do Sul. A sede do condado é Hayti, e sua maior cidade é Hayti. O condado possui uma área de 1 393 km² (dos quais 81 km² estão cobertos por água), uma população de 5 540 habitantes, e uma densidade populacional de 4 hab/km² (segundo o censo nacional de 2000).